# Sônia Maria Campos
Sônia Maria Campos (Recife, 1939) foi a primeira brasileira a participar do concurso Miss Mundo em 1958 representando o Brasil. A oportunidade conquistada pela pernambucana veio a partir de sua colocação no Miss Brasil 1958, ou seja, o segundo lugar. Sendo Sônia a pioneira, o Estado de Pernambuco soma quatro (4) títulos no concurso de Miss Mundo Brasil. Vale salientar que na época não havia um concurso específico para selecionar a jovem na disputa do título internacional, as mesmas eram selecionadas a partir de suas colocações no concurso comandado pelos Diários Associados, o Miss Brasil.

## Sobre
Filha única do casal Maria Vitória Campos e Alcides Cordeiro Campos, Sônia nasceu em Recife, estudou (como interna) nos colégios Santa Sofia e Nossa Senhora do Carmo, fala inglês e na época, tinha curso de mecanização.
O jornalista Jayme Negreiros da Revista Manchete, assim descreveu Sônia em entrevista com a mesma: 
(Sônia) Ainda não pensou em ser artista de cinema. Não entrou muito confiante na passarela do Maracanãzinho, durante o concurso de Miss Brasil, mas quando o público a aplaudiu, entusiasmou-se e ficou emocionada. Sônia Maria lê Érico Veríssimo, Machado de Assis e Humberto de Campos, gosta de filmes alegres e prefere, entre os artistas, Humphrey Bogart, Jack Palance, Ingrid Bergman e Kim Novak. Seus perfumes são "Fleur de Rocaille" e "Miss Dior". Gosta de dançar e de ir à praia e acha a linha "saco" elegante.

## Concursos

### Miss Pernambuco 1958
Representando o Clube Santa Cruz do Recife, Sônia foi eleita Miss Pernambuco 1958 no dia 31 de maio de 1958 nos salões do Clube Português do Recife com um público estimado em cinco mil pessoas, derrotando outras oito candidatas. Com o título, conquistou o direito de representar seu Estado no Miss Brasil 1958.
A vitória de Sônia foi contestada por ser mulata e ter vencido duas loiras. Em 1957, Sônia representando o Círculo Militar ficou no segundo lugar. O cronista social Altamiro Cunha, que não participou da comissão julgadora torceu por Sonia Maria Campos. Já o sociólogo Gilberto Freyre do júri não escondia que Sônia era a candidata mais pernambucana de todas. 

### Miss Brasil 1958
Parte de sua família, muito católica, não queria que concorresse a Miss Brasil, mas acabou concordando. Trouxe para o Rio, em sua bagagem, 10 chapéus, 20 pares de sapatos, e um guarda-roupa que vale Cr$ 200 mil, costurado por sua prima Cecília Queirós Campos.
Disputando o título com outras vinte e duas (22) candidatas do País inteiro, Sônia só não desbancou a favorita ao título, a carioca Adalgisa Colombo, que mais tarde ficaria na segunda posição do Miss Universo 1958. Com a segunda colocação, Sônia recebeu a proposta dos Diários Associados para representar o Brasil na 8ª edição do concurso Miss Mundo, que se realizaria meses mais tarde em Londres, na Inglaterra. Vale salientar que depois de ser a segunda colocada no concurso Miss Brasil 1958, Sônia Maria passou a ocupar um quarto de luxo no Hotel Serrador (RJ), deu numerosas entrevistas à imprensa, televisão e rádio, recebeu um armário, dinheiro e perfumes de presente.

### Miss Mundo 1958
Completando oito edições, o concurso de Miss Mundo comandado pelo magnata Eric Morley era novamente realizado em Londres, na Inglaterra com a presença de vinte e duas (22) candidatas, entre elas, a primeira representante do Brasil a disputar o certame, a pernambucana Sônia Maria Campos. Apenas seis (6) misses foram classificadas para a final do certame, sendo cinco (5) europeias e uma (1) africana. A pernambucana acabou não se classificando. A vencedora foi a sul-africana Penelope Coelen.

## Hoje em Dia
Viúva, Sônia hoje em dia vive em São Paulo, possui cinco (5) filhos e incontáveis netos. Em 2008 foi homenageada pelo diretor do concurso Miss Mundo Brasil, Henrique Fontes, pelos cinquenta anos que fazia desde que havia representado seu País em Londres. Na ocasião recebeu aquilo que não havia recebido em 1958: uma faixa de "Miss Mundo Brasil" e a coroa que nunca veio.  Sônia foi homenageada novamente pelo concurso, na edição de 2018, quando o Brasil completou 60 anos de participação no Miss Mundo.